# Elliot Roberts
Elliot Rabinowitz (El Bronx, Nueva York, 22 de febrero de 1943-Los Ángeles, 21 de junio de 2019), más conocido como Elliot Roberts, fue un mánager y ejecutivo musical estadounidense, conocido como el impulsor de varias carreras musicales entre la década de 1960 y de 1970, incluyendo las de Neil Young y Joni Mitchell. 

## Biografía
Tras graduarse en la escuela secundaria y abandonar dos colegios, Roberts inició una carrera antes de trabajar para la Agencia William Morris, donde conoció a David Geffen, agente de la firma. Fundó Lookout Management con Geffen y le ayudó a crear Asylum Records en 1970, que dos años después de unió con Elektra Records para formar Elektra/Asylum Records. Es reconocido por su asociación con Mitchell, Young, Buffalo Springfield, Crosby, Stills, Nash & Young, Bob Dylan, Eagles, Tom Petty, Talking Heads, Devo, Tracy Chapman, Spiritualized, Devendra Banhart y The Alarm, entre otros músicos.